# Campylopus longicellularis
Campylopus longicellularis är en bladmossart som beskrevs av G. Frahm 1986. Campylopus longicellularis ingår i släktet nervmossor, och familjen Dicranaceae. Inga underarter finns listade i Catalogue of Life.